# Omalocephala cincta
Omalocephala cincta är en insektsart som först beskrevs av Fabricius 1803.  Omalocephala cincta ingår i släktet Omalocephala och familjen lyktstritar. Inga underarter finns listade i Catalogue of Life.